# Ídolos (telenovela)
Ídolos es una telenovela dramática chilena creada por Alejandro Cabrera. Se estrenó por Televisión Nacional de Chile el 25 de octubre de 2004, y concluyó el 16 de marzo de 2005.
La historia narra sobre un publicista adicto a las drogas y dueño de una agencia de asesoría de imagen que diseña un plan maestro para convertirse en millonario. También aborda temas como la adicción, la ambición desmedida, la poligamia, la prostitución, el tráfico de drogas y el impacto de las relaciones abiertas en la sociedad moderna de Santiago.

## Sinopsis
Andrés (Álvaro Espinoza) y Sofía (Adela Secall) representan los valores de la sociedad moderna: la ambición por el dinero y las apariencias. Él es un poeta que abandonó sus ideales por poder y bienestar económico para instalar una reputada agencia de asesoría de imagen, mientras que ella, arquitecta, busca arrebatarle la fortuna a su millonario padrastro.  
Juntos idean un secuestro simulado de Sofía para extorsionar a Arturo (Jaime Vadell), pero un accidente inesperado complica el plan. Para evitar problemas, Andrés oculta a Sofía en la casa de su contador, donde ella se ve atraída por el hijo de este, Gabriel (Cristián Arriagada). Mientras tanto, Andrés mantiene una relación interesada con Isabel, la viuda del millonario y madre de Sofía (Claudia Di Girolamo), quien, al heredar su fortuna, se convierte en el objeto de disputa entre los jóvenes, que luchan por obtener su poder adquisitivo. 

## Reparto
- Claudia Di Girolamo como Isabel Segovia[4]
- Álvaro Espinoza como Andrés Baeza
- Adela Secall como Sofía Leyton
- Cristián Arriagada como Gabriel Figueroa
- Juan Falcón como Reinaldo Anderson
- Jaime Vadell como Arturo Montecinos
- Eduardo Barril como Germán Donoso
- Liliana García como Emilia Escorza
- José Secall como Antonio Figueroa
- Gloria Canales como Carmen Arévalo
- Lorene Prieto como Lucía Moreno[5]
- Pablo Macaya como Juan Pablo Martínez
- Claudia Pérez como Rosario Palomino
- Amaya Forch como Soledad Saldías
- César Caillet como Jaime Montecinos
- Pamela Villalba como Monella Psycho
- Luz Valdivieso como Natalia Medina
- Cristián Riquelme como Leandro Rojas
- Alejandra Vega como Denise Figueroa
- Javiera Hernández como Javiera Donoso
- Pablo Cerda como Lucas Brugnoli
- Marcial Tagle como Peter Prado

## Producción
El junio de 2004, Televisión Nacional anunció que había ordenado el piloto de una posible miniserie nocturna llamada Happy Hour. El proyecto fue gestado por Vicente Sabatini y Pablo Ávila como productores ejecutivos. Alejandro Cabrera como guionista y Óscar Rodríguez como director fueron seleccionados por los ejecutivos para liderar el proyecto. Rodríguez y Ávila se reunieron para seleccionar el reparto. Entre los actores que audicionaron en Ídolos fueron Adela Secall, Luz Valdivieso, Cristián Riquelme, Pamela Villalba, Pablo Macaya y Javiera Hernández. 
Por otro lado, Sabatini logró un acuerdo con Claudia Di Girólamo y Álvaro Espinoza para pasar a este nuevo horario. Este último declaró en Las Últimas Noticias que «Un protagónico no es lo más importante en la vida, es más trabajo, más cansancio, más exigencia, más exposición. Pero trabajar con Di Girolamo, eso es impagable. Cada escena con ella es como asistir a una clase de actuación».
Finalmente, el proyecto se transformó en una telenovela, cuyos guiones fueron escritos por Alejandro Cabrera junto a Daniela Lillo, Tania Tamayo y Guillermo Valenzuela. Mientras que en el horario nocturno TVN continuó haciendo telenovelas hasta Dime quién fue, que fue emitida entre 2017 y 2018.

#### Equipo
- Productor(es) ejecutivo(s): Pablo Ávila, Vicente Sabatini
- Autor: Alejandro Cabrera
- Director general: Óscar Rodríguez
- Productora general: Daniela Demicheli
- Director: Claudio López de Lérida
- Productor: Mauricio Campos
- Editor: Héctor Gómez Alday

## Audiencia
El primer episodio de Ídolos se estrenó el 25 de octubre de 2004 promedió 32,9 puntos de rating y un peak de 40 puntos, relegando al segundo lugar al popular programa Morandé con compañía de Mega que marcó 26 puntos como promedio. El 26 de octubre, obtuvo un promedio de 24,4 puntos de rating, con un peak de 34 puntos. Ese mismo día, el sitio web de Ídolos en TVN.cl, alcanzó alrededor de 4.000 registros para acceder a material fotográfico de la producción. La emisión del tercer episodio, el 27 de octubre, se transformó en el programa más visto del día con un promedio de 29,4 puntos de rating y un peak de 35 puntos entre las 23:15 y las 00:00 horas. El 28 de octubre, el cuarto obtuvo 20,1 puntos de rating. El 29 de octubre, promedió 22,1 puntos de rating, con peak de 27 puntos. Esta telenovela en su semana de estreno alcanzó 26 puntos promedio, según Time Ibope.[cita requerida]
| Horario               | # Eps. | Estreno               | Estreno         | Final               | Final           | Posición  | Temporada | Promedio Final |
| Horario               | # Eps. | Data                  | Primer capítulo | Data                | Último capítulo | Audiencia | Temporada | Promedio Final |
| --------------------- | ------ | --------------------- | --------------- | ------------------- | --------------- | --------- | --------- | -------------- |
| lunes a viernes 23:00 | 84     | 25 de octubre de 2004 | 32,9            | 16 de marzo de 2005 | 23,4            | 2         | 2004      | 16,4           |

## Impacto
Ídolos marcó un cambio en cuanto a temáticas de las anteriores producciones de TVN. Es considerada como la primera telenovela de horario nocturno de Chile. Asimismo, es la primera en exhibir una relación lésbica y el consumo de drogas. En 2005 Álvaro Espinoza recibió una nominación al Premio Altazor de las Artes Nacionales al «Mejor actor de televisión» por esta ficción. En junio de 2019, Televisión Nacional a través de su cuenta de YouTube, Teleseries y Series de TVN, liberó de manera íntegra todos los episodios de Ídolos. Tras esto, logró obtener más de 17 millones de visualizaciones en el episodio 42 y 21 millones en el episodio 8.[cita requerida]

## Premios y nominaciones
| 2005 | Premios Altazor |                           |                 |          |
| 2005 | Premios Altazor | Mejor actor de televisión | Álvaro Espinoza | Nominado |

## Controversias
En diciembre de 2019, la actriz Lorene Prieto denunció en el programa Bienvenidos de Canal 13 que sintió abusos por parte de la producción de Ídolos debido a las escenas de desnudos íntegros que eran frecuentes y de besos entre múltiples personas. Uno de los ejemplos que entregó fue una escena de sexo donde tuvo que poner su pierna sobre el pene de otro actor, sin protección intermedia, debido a la negativa del equipo. Mientras que la actriz Claudia Pérez comentó en mayo de 2021 que «estaba súper incómoda. No me atrevía a decirlo porque si lo decía te podían echar».
El 9 de septiembre de 2016, la productora británica FremantleMedia denunció a Televisión Nacional en el Instituto de Propiedad Industrial por el nombre de esta telenovela, debido a que según ellos la gráfica y fonética correspondía a una imitación de la franquicia Idol, un programa de talentos con versiones en múltiples países y cuya adaptación más conocida es American Idol; sin embargo, el 3 de octubre de 2017 el Instituto denegó la denuncia y mantuvo el registro de la marca Ídolos como propiedad de TVN.